# نوفو إير
نوفو إير هي شركة طيران خاصة، تتخد من مطار شاه جلال الدولي مركزاً لعملياتها.